# Pika (ime)
Pika je  žensko osebno ime.

## Izvor imena
Ime Pika spada med t. i. literarna imena, saj se je na Slovenskem najverjetneje prvič pojavilo kot Pika Nogavička, kar je naslov znane povesti za otroke.

## Pogostost imena
Po podatkih Statističnega urada Republike Slovenije je bilo na dan 31. decembra 2007 v Sloveniji število ženskih oseb z imenom Pika: 228. Med vsemi ženskimi imeni pa je ime Pika po pogostosti uporabe uvrščeno na 381. mesto.

## Osebni praznik
Koledarsko bi lahko ime Pika uvrstili k imenu Filipa, ki god praznuje 16. februarja; tega dne leta 1236 je umrla italijanska redovnica Filipa Morreri.

## Znane osebe
Pika Božič